# Colletes sichuanensis
Colletes sichuanensis is een vliesvleugelig insect uit de familie Colletidae. De wetenschappelijke naam van de soort is voor het eerst geldig gepubliceerd in 2007 door Kuhlmann.